# Dicranomyia megastigmosa
Dicranomyia megastigmosa är en tvåvingeart som beskrevs av Alexander 1922. Dicranomyia megastigmosa ingår i släktet Dicranomyia och familjen småharkrankar. Inga underarter finns listade i Catalogue of Life.